# Дзвоники однобічні
Дзвоники однобічні або дзвоники ріпчастовидні (Campanula rapunculoides) — вид трав'янистих рослин родини дзвоникові (Campanulaceae), поширений від Іспанії до центральної Азії, натуралізований в інших частинах світу. Видовий епітет вказує на подібність до Campanula rapunculus. Характерною рисою є довгі однобічні суцвіття зі схиленими квітами.

## Опис

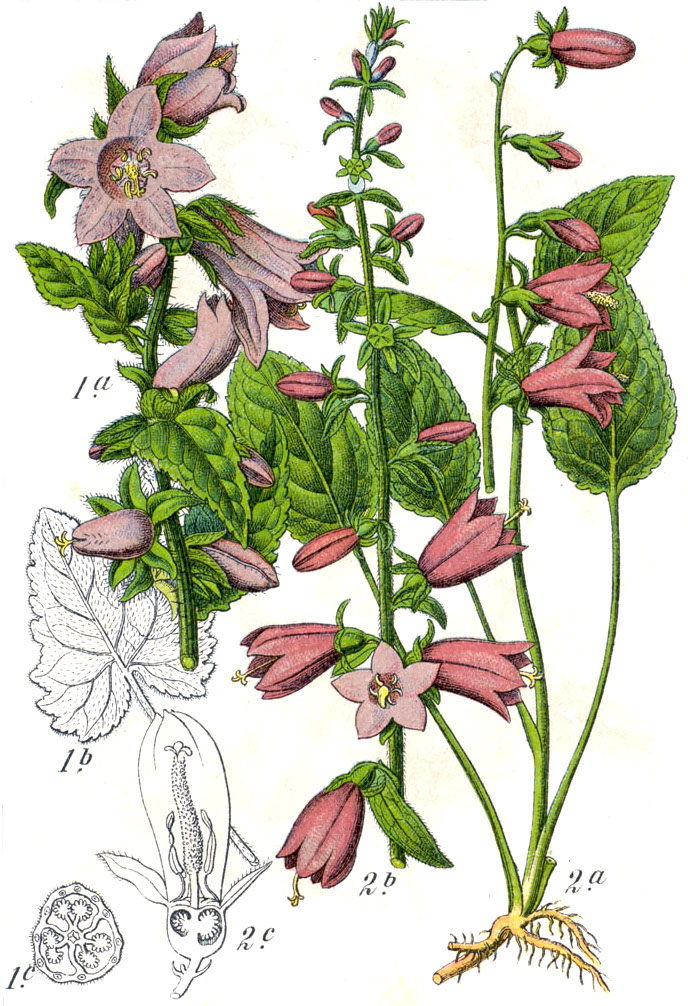
2. Campanula rapunculoides L.

Багаторічна рослина (20)50–100 см завдовжки. Стебла і листки знизу коротко запушені жорсткими волосками. Квітки на коротких квітконіжках, в гроноподібному, в нижній частині іноді розгалуженому суцвітті. Рослина з повзучими підземними пагонами. Листки почергові, нерівнозубчаті, прикореневі — сердцеподібно-яйцеподібні, на довгих черешках, середні стеблові — яйцеподібні або яйцеподібно-ланцетні. Віночок дзвоноподібний, 5-лопатевий, ліловий, 15–25(30) мм завдовжки, на краях війчастий. Чашечка 5-лопатева, лопаті вузько-трикутні, загинаються назад. Тичинок 5. Плоди — напівсферичні, з розлогими волосками, коричневі, схилені коробочки, що відкриваються з основи. Квітки запилюються комахами (бджоли, мухи, метелики та ін.).

## Поширення
Європа: Данія, Фінляндія, Норвегія, Швеція, Австрія, Бельгія, Люксембург, Чехія, Німеччина, Угорщина, Нідерланди, Польща, Словаччина, Швейцарія, Білорусь, Естонія, Латвія, Литва, Молдова, Росія, Україна (у т.ч. Крим), Албанія, Боснія і Герцеговина Герцеговина, Болгарія, Хорватія, Греція, Італія (пн.), Македонія, Чорногорія, Румунія, Сербія (у т.ч. Косово), Словенія, Франція, Іспанія; Азія: Іран (пн.), Туреччина (пн. Анатолія), Азербайджан, Грузія, Росія, Казахстан; натуралізований: Австралія, Нова Зеландія, Фінляндія, Ірландія, Норвегія, Швеція, Об'єднане Королівство, Канада, Сполучені Штати Америки, Гватемала, Чилі [Хуан Фернандес]; також культивується. Населяє парки, сади, узбіччя доріг, смітники, поля та узлісся, широколистяні ліси.
В Україні зростає в лісах, чагарниках, на схилах — майже на всій території. Входить до переліку видів, які перебувають під загрозою зникнення на території м. Севастополя.

## Використання
Бульби є їстівними й на смак схожі на пастернак. Молоді листки рослини також їли в салатах в минулому в країнах Північної Європи. 